# 檜木列車

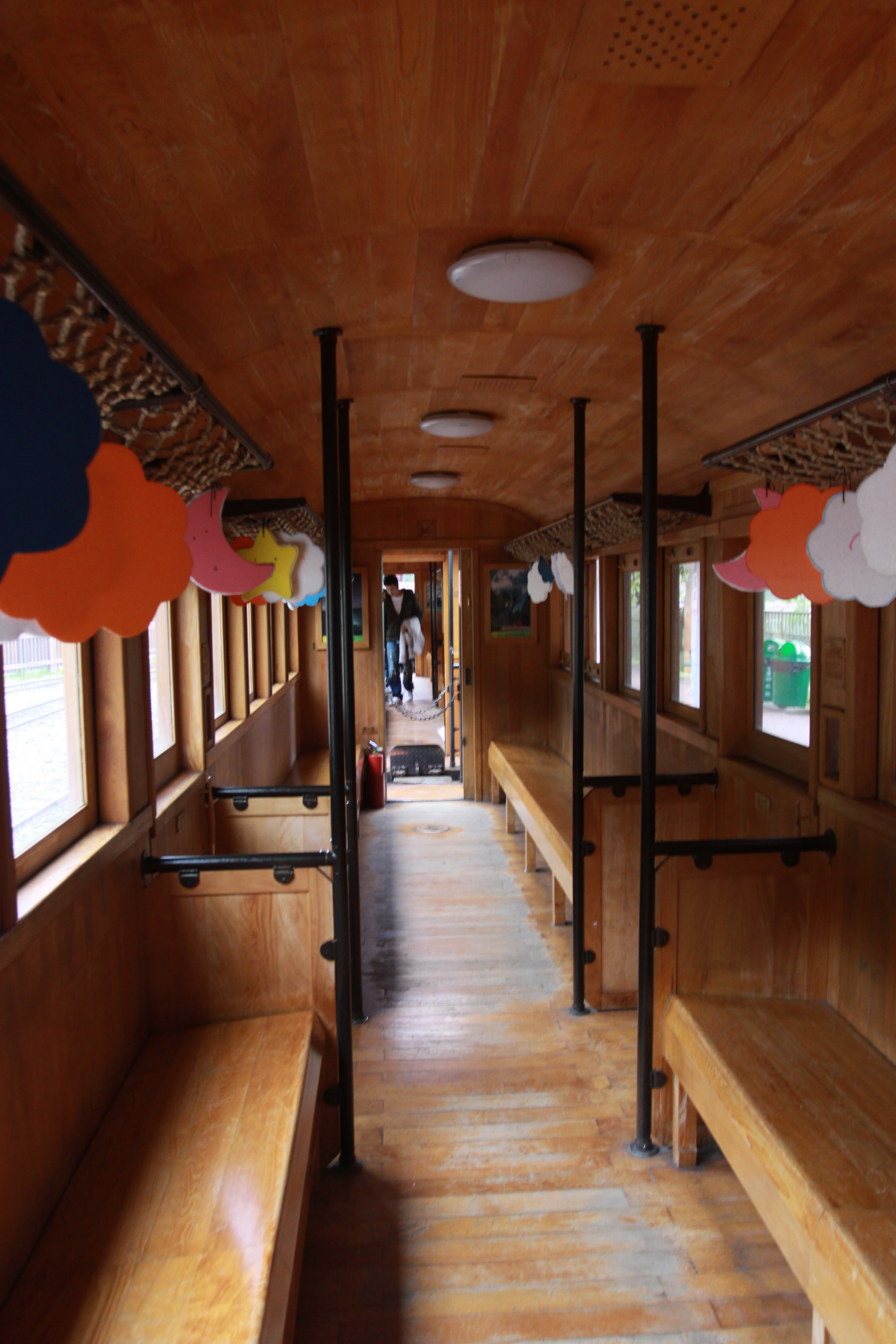
檜木列車車廂內

檜木列車是阿里山林業鐵路的特色車廂之一。始於2000年代林務局（今林保署）為增加阿里山鐵路賣點的觀光列車，請台灣車輛以臺灣檜木打造檜木車廂，它參考昔日臺鐵日本皇室專用貴賓車的形式，分別於2005年（八輛）、2024年（福森號）投入客運行駛。

## 歷史
- 2005年12月：檜木列車投入服務[2]。
- 2007年7月15日：加開以蒸汽機車牽引的列車，停嘉義站、鹿麻產站及竹崎站。
- 2009年：莫拉克颱風風災後阿里山本線中斷而停駛。目前此列車逢週三運用於沼平線（阿里山~沼平區間）的班次上[3]。
- 2024年7月1日：以阿里山紅檜與扁柏打造的新型鋼構檜木列車「福森號」投入行駛。[4]

## 車廂資料
2005年檜木車廂
製造商：台灣車輛
組立商：嘉義明昇木業木造
編號：TC1-TC3，TC5-TC9(註：無TC4)
年份：2005年
數量：8輛
運用路線: 神木區間線，阿里山線(平地段)
福森號
製造商：台灣車輛
組立商：煜翔機械（設計車體結構）、久中五金企業（焊接車架）、佳豐機械（車廂座椅）、喬福泡綿（座椅泡綿）
編號：？
年份：2024—2025年
數量：9車頭、20輛（一列車共有2輛連控守車、2輛廁所車廂、1輛吧檯車廂及1輛一般車廂，共計78個座位）
運用路線: 阿里山本線